# Anderson Carvalho
Anderson Carvalho (ur. 20 maja 1990) – brazylijski piłkarz występujący na pozycji pomocnika.

## Kariera piłkarska
Od 2011 roku występował w Santosie FC, Vissel Kobe, Penapolense, Boavista FC, Tosno i Santa Clara.